# 플라잉 바이러스
플라잉 바이러스(Flying Virus)는 미국, 브라질에서 제작된 제프 헤어 감독의 2001년 영화이다. 룻거 하우어 등이 주연으로 출연하였고 조지 샤미에 등이 제작에 참여하였다.

## 출연

### 주연
- 룻거 하우어
- 가브리엘 앤워
- 크레이그 셰퍼

### 조연
- 데이빗 노튼
- 던컨 레게르
- 제이슨 브룩스
- 마크 아데어-라이오스

## 제작진
- 공동제작: 존 J. 켈리
- 의상: 니콜 L. 슈루드
- 배역: 마이클 그리어
- Ass-PD: 빈스 레빈